# Marcial Gamboa Sánchez-Barcáiztegui
Marcial Gamboa Sánchez-Barcáiztegui, Ferrol el 11 de octubre de 1906, Madrid el 5 de junio de 1986, fue un militar español, designado como senador por Juan Carlos I de España en 1977.
Nieto del militar e ingeniero Victoriano Sánchez Barcáiztegui, aunque nacido en Ferrol, pasó la infancia en el colegio de huérfanos de la Armada en Madrid. A los catorce años ingresa en la Escuela Naval de Cádiz, de donde sale en 1925. Durante la guerra civil española apoya el bando franquista y sirve durante el conflicto en submarinos.
Posteriormente, y ya con la Escuela Naval Militar instalada en Marín, fue profesor en el centro de enseñanza y posterior subdirector. Estuvo al mando del  crucero Méndez-Núñez. Se le nombra comandante general del Arsenal de Cartagena en 1965. En la década de los sesenta se incorporó al Ministerio de Marina, ya con el rango de almirante. En 1969 es nombrado capitán general de la Zona Marítima del Mediterráneo, puesto en el que permanece hasta 1973, cuando se retira.
Después de su jubilación pertenció a los consejos de administración del Patronato de Casas de la Armada, que presidió, y al de la  Empresa Nacional Santa Bárbara, dedicada a la producción de armamento. En 1977 fue escogido por el rey Juan Carlos I de España para integrar al  Senado de España durante la legislatura constituyente. Como independiente, se integró en el grupo mixto. Tras las elecciones de 1977 se retiró de la política.

## Familia
Fue padre de Marcial Gamboa Ballester, militar, y abuelo de Marcial Gamboa Pérez-Pardo, comandante e director a su vez de la Escuela Naval Militar de Marín. Fue hermano del director de cine José Luis Gamboa.

## Condecoraciones
- Gran Cruz de María Cristina
- Gran Cruz de la Orden de San Hermenegildo[4]

- Gran Cruz al Mérito Naval[5]
- Gran Cruz al Mérito Militar
- Gran Cruz al Mérito Aeronáutico[6]

- Gran Cruz de São Bento de Avis
- Comendador de la Orden de la Corona de Tailandia.